# Partido de las estrellas

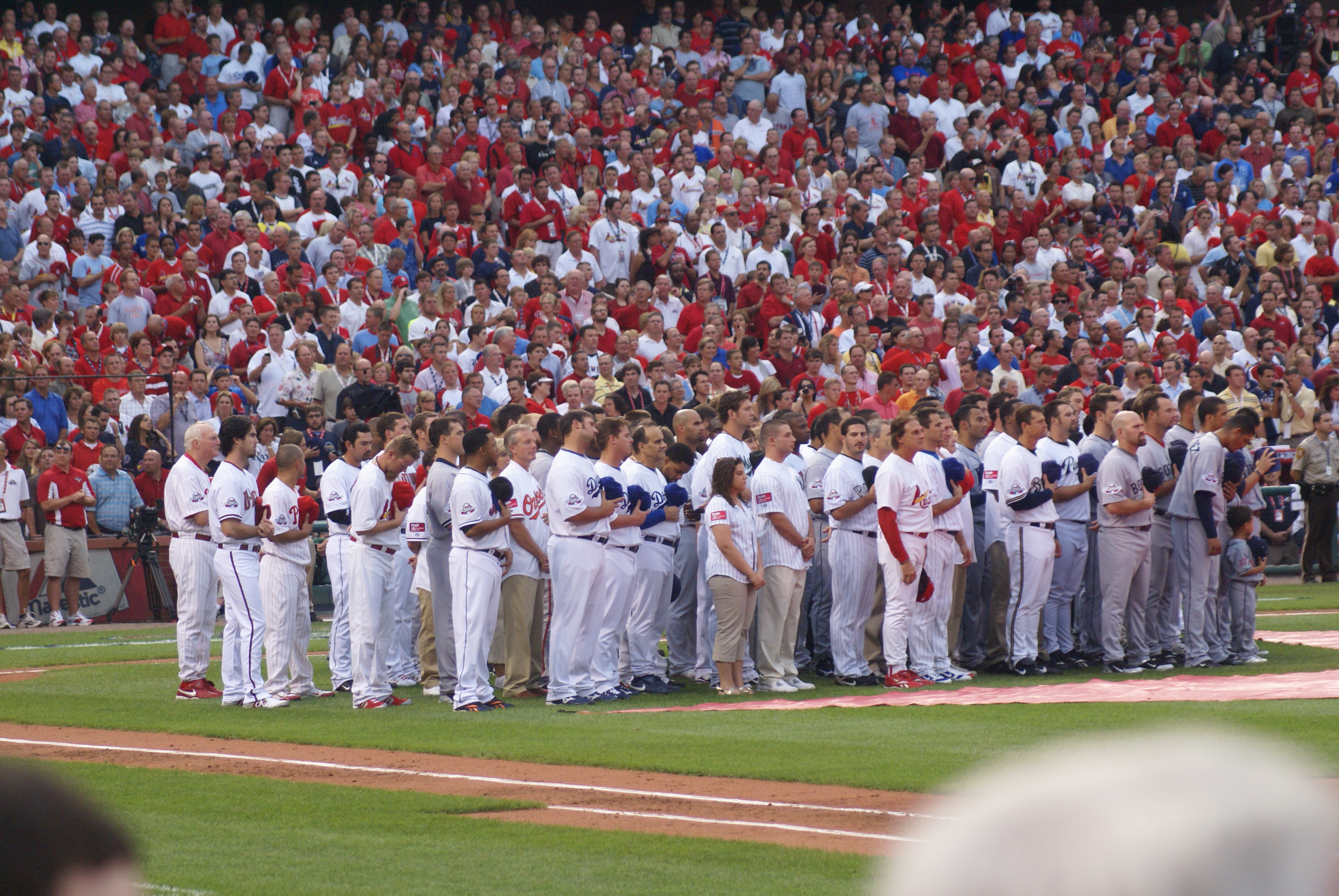
Plantel del Juego de Estrellas de las Grandes Ligas de Béisbol de 2009.

Un partido o juego de las estrellas es una competición deportiva de exhibición que reúne a los mejores deportistas de la disciplina. Generalmente se trata de deportes de pelota, donde los dos equipos representan a algún tipo de bando, por ejemplo regiones de un país 'Oeste y Este' en el caso de la NBA o las llamadas ligas o conferencias como por ejemplo´en las Grandes Ligas de Béisbol juegan este partido la Americana y la Nacional. La selección de los jugadores puede ser realizado por votos de los entrenadores, directivas de los clubes y medios de comunicación; en las ligas profesionales, Los aficionados pueden votar en todas, varias o algunas de las listas de jugadores designados anteriormente. Este evento por lo general se produce a la mitad de la temporada regular. Una excepción es el Pro Bowl del fútbol americano, que se produce al final de la temporada; Tradicionalmente una semana después del Super Bowl pero recientemente en los últimos años se ha decidido jugarse una semana antes de la disputa del Trofeo Vince Lombardi para no complicar al aficionado y así ofrecer un gran final de temporada de la NFL como es el Super Tazón.
El concepto surgió en Estados Unidos, con el Juego de Estrellas de las Grandes Ligas de Béisbol, que se disputó por primera vez en la Exposición Universal de Chicago en 1933. Su éxito hizo que el partido se volviera un evento anual. Otras ligas norteamericanas imitaron el concepto al poco tiempo: por ejemplo, el fútbol americano tuvo su primer Pro Bowl en 1939; el hockey de la NHL tuvo el Ace Bailey Benefit Game en 1934, el Howie Morenz Memorial Game en 1937 y luego el primer Partido de las Estrellas en 1947; y el básquetbol tuvo el primer All-Star Game de la NBA en 1951 y la MLS lo juega desde su creación en 1996. Actualmente, la mayor parte de los campeonatos deportivos profesionales estadounidenses tienen algún partido de las estrellas.
El concepto también se adaptó a carreras de automovilismo, más precisamente la Carrera de las Estrellas de la NASCAR y el Desafío Marlboro de la CART.